# Komarevo, Plevna
Komarevo (în bulgară Комарево) este un sat în comuna Dolna Mitropolia, regiunea Plevna,  Bulgaria. 

## Demografie
Componența etnică a satului Komarevo
     Romi (4%)
     Turci (1,36%)
     Bulgari (79,47%)
     Nicio identificare (15,15%)
La recensământul din 2011, populația satului Komarevo era de 1.247 locuitori. Din punct de vedere etnic, majoritatea locuitorilor (79,47%) erau bulgari, existând și minorități de romi (4%) și turci (1,36%). Pentru 15,15% din locuitori nu este cunoscută apartenența etnică.